# Kenn (Devon)
Pour les articles homonymes, voir Kenn (homonymie).
Kenn est un village et une paroisse civile du Devon, situé dans l'Angleterre du Sud-Ouest. 